# Schwarzwälder Dorfgeschichten

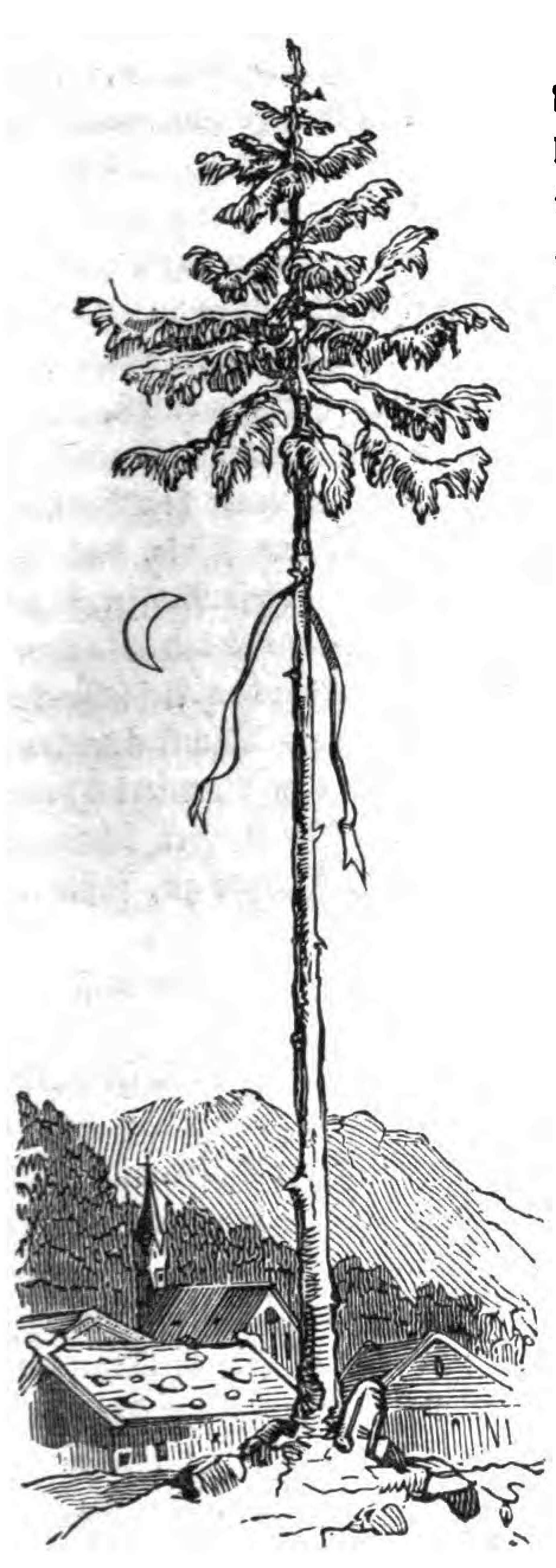
Maibaum, Illustration von 1848 zu „Befehlerles“

Die Schwarzwälder Dorfgeschichten sind eine Sammlung von 27 Erzählungen von Berthold Auerbach, die zwischen 1842 und 1880 entstanden und im dörflichen Milieu des Schwarzwalds spielen. Berthold Auerbach gilt als „Vater“ der literarischen Gattung der Dorfgeschichte, weil er die Produktion und Rezeption der Gattung wesentlich bestimmt hat.
Die Publikation erfolgte von 1842 an in Einzelfolgen in der Zeitung für die elegante Welt. Die erste Buchausgabe erschien 1843.

## Entstehung
Honoré de Balzac entwickelte in seinem Romanwerk „Die menschliche Komödie“ ein Panorama der französischen Gesellschaft seiner Zeit. Berthold Auerbach setzte in kleinem Maßstab dem dörflichen Kosmos seines Heimatdorfs Nordstetten ein Denkmal. In seinem Aufsatz „Vorreden statt Nachreden“ von 1843 schreibt er: „Ich habe es versucht, ein ganzes Dorf gewissermaßen vom ersten bis zum letzten Hause zu schildern.“ Die Geschichten sind miteinander verwoben, so dass der Leser wie bei Balzac immer wieder einzelnen Figuren und ihren Schicksalen begegnet. Teilweise haben die Geschichten den Umfang kurzer Novellen (10 bis 50 Seiten), teilweise die Länge kurzer Romane (100 bis 250 Seiten).
Im Alter von 28 Jahren begann Berthold Auerbach 1840, seine Schwarzwälder Dorfgeschichten zu Papier zu bringen. Die ersten Entwürfe zu den Dorfgeschichten skizzierte er im Juli 1840, als er fern der Heimat in Bonn die Nachricht vom Tod seines Vaters erhielt. 1842 veröffentlichte er die ersten fünf Schwarzwälder Dorfgeschichten in Zeitschriften für das gebildete Publikum, siehe Zeitschriftenausgaben.
Für die Buchausgabe seiner Geschichten suchte Auerbach lange nach einem Verleger, der risikobereit genug war, etwas Neues zu wagen. Karl Mathy, der Kompagnon des Mannheimer Verlegers Friedrich Bassermann, erkannte das Potential der Dorfgeschichten. Die ersten neun „Schwarzwälder Dorfgeschichten“ wurden 1843 bei Bassermann in zwei Teilen als Buch gedruckt. Auf Grund des großen Erfolges folgten bis 1854 drei weitere Bände. Bis 1880 erschienen weitere Dorfgeschichten, darunter 1856 Auerbachs erfolgreichste Geschichte „Barfüßele“ und 1876 unter dem Untertitel „Nach dreißig Jahren. Neue Dorfgeschichten“ drei weitere Geschichten.

## Liste der Schwarzwälder Dorfgeschichten

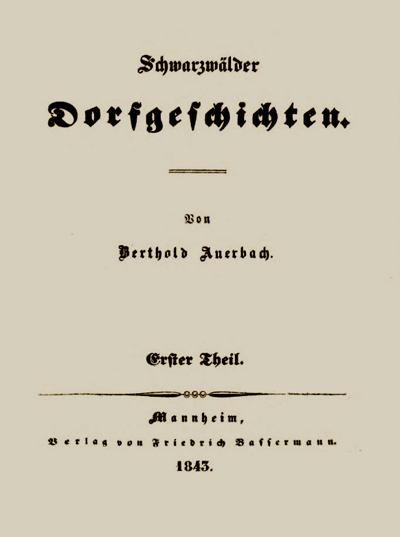
Titelblatt des 1. Bandes der Schwarzwälder Dorfgeschichten, 1843

Verwendete Ausgabe: #Volksausgabe 1884.
| Nr. | Jahr | Titel                                      | Band |
| --- | ---- | ------------------------------------------ | ---- |
| 1   | 1842 | Der Tolpatsch                              | 1    |
| 2   | 1842 | Die Kriegspfeife                           | 1    |
| 3   | 1842 | Des Schloßbauers Vefele                    | 1    |
| 4   | 1842 | Tonele mit der gebissenen Wange            | 1    |
| 5   | 1842 | Befehlerles                                | 1    |
| 6   | 1843 | Die feindlichen Brüder                     | 1    |
| 7   | 1843 | Ivo, der Hajrle                            | 1    |
| 8   | 1843 | Florian und Kreszenz                       | 2    |
| 9   | 1843 | Der Lauterbacher                           | 2    |
| 10  | 1845 | Sträflinge                                 | 2    |
| 11  | 1846 | Die Frau Professorin                       | 3    |
| 12  | 1847 | Luzifer                                    | 3    |
| 13  | 1849 | Der Geigerlex                              | 5    |
| 14  | 1851 | Hopfen und Gerste                          | 4    |
| 15  | 1852 | Die Geschichte des Diethelm von Buchenberg | 4    |
| 16  | 1852 | Der Viereckig oder die amerikanische Kiste | 5    |
| 17  | 1852 | Brosi und Moni                             | 7    |
| 18  | 1853 | Erdmuthe                                   | 2    |
| 19  | 1853 | Der Lehnhold                               | 5    |
| 20  | 1853 | Ein eigen Haus                             | 6    |
| 21  | 1856 | Barfüßele                                  | 6    |
| 22  | 1860 | Joseph im Schnee                           | 7    |
| 23  | 1861 | Edelweiß                                   | 8    |
| 24  | 1876 | Des Lorles Reinhard                        | 9    |
| 25  | 1876 | Der Tolpatsch aus Amerika                  | 9    |
| 26  | 1876 | Das Nest an der Bahn                       | 10   |
| 27  | 1880 | Brigitta                                   | 10   |

## Inhaltsangaben
Dieser Abschnitt enthält Inhaltsangaben zu ausgewählten Erzählungen.

### Der Tolpatsch

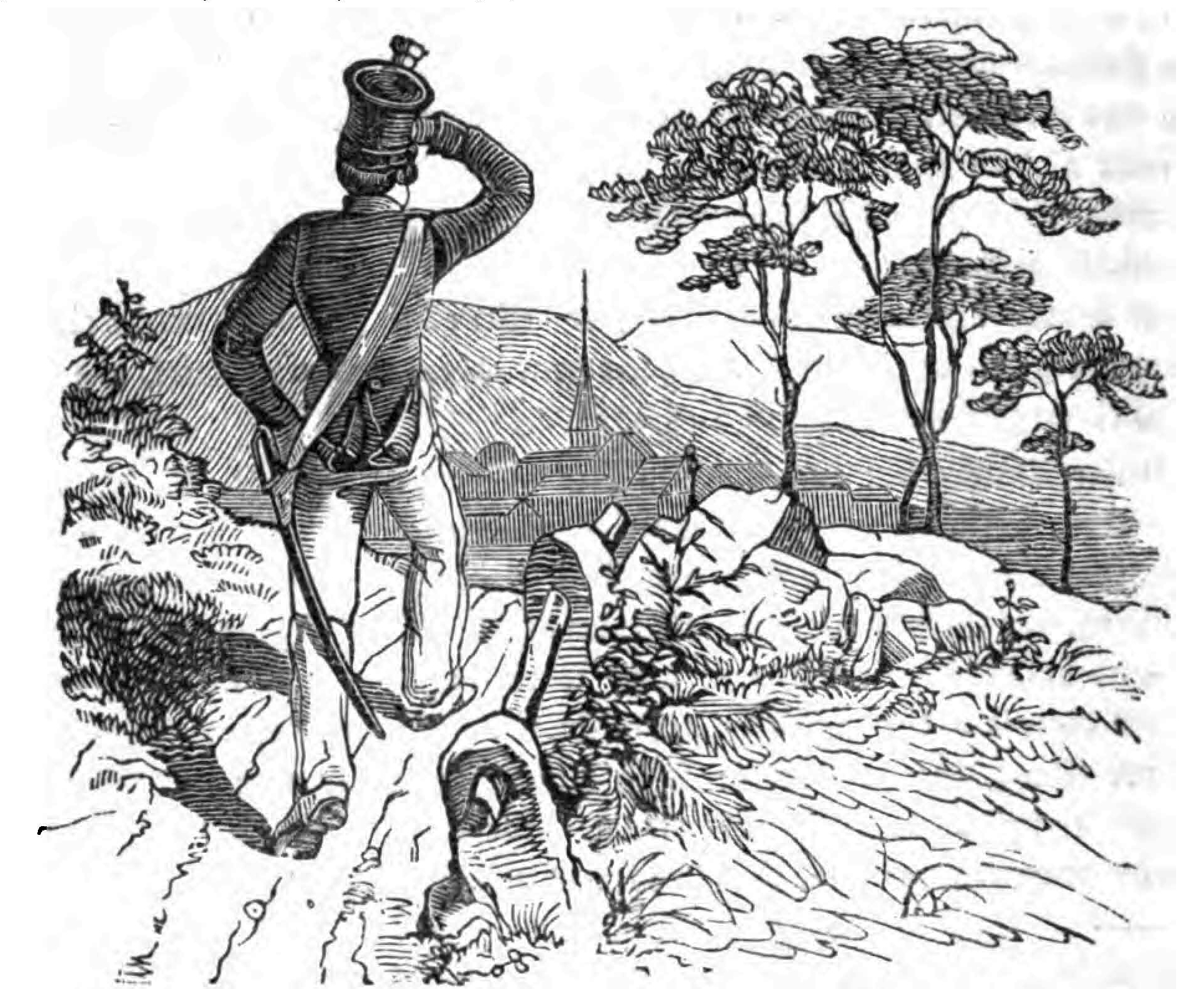
„Er stand ruhig und fest und machte seinem Geburtsorte den militärischen Gruß.“

Die 1842 veröffentlichte Erzählung „Der Tolpatsch“ war Auerbachs erste Schwarzwälder Dorfgeschichte. – Aloys Schorer, ein arbeitsamer, gutmütiger junger Mann mit dem „Unnamen“ Tollpatsch verliebt sich in das Marannele. Bevor er seinen Militärdienst antritt, nimmt er ihr das Versprechen ab, nicht vor seiner Entlassung aus dem Militär zu heiraten. Auf Urlaub erfährt er, dass der Jörgli das Marannele verführt hat und es heiraten wird. In seiner Enttäuschung wandert Aloys mit Verwandten nach Amerika aus.
In der Erzählung „Ivo, der Hajrle“, die ein Jahr später 1843 erschien, erfährt der Leser, wie es Aloys in Amerika erging. Nach Jahren schreibt Aloys einen Brief an seine Mutter: Er ist glücklich verheiratet und hat einen kleinen Sohn, und nach anfänglichen Schwierigkeiten floriert seine Wirtschaft bestens. Er singt ein Lob auf die Freiheit und Gleichheit in Amerika, aber er leidet noch immer unter Heimweh, weniger nach Deutschland als nach den Seinen, die er zurückgelassen hat.
Über 30 Jahre nach Veröffentlichung von „Der Tolpatsch“ und „Ivo, der Hajrle“ greift Auerbach 1876 mit der Erzählung „Der Tolpatsch aus Amerika“ noch einmal das Thema auf. Aloys Schorers Sohn begibt sich in die Heimat seines Vaters, um eine Frau zu wählen. Er verliebt sich in die Tochter des Marannele, das einst seinen Vater verschmäht hatte. Der Vater überwindet seinen alten Groll und erklärt sich mit der Heirat seines Sohnes einverstanden.

### Die Kriegspfeife

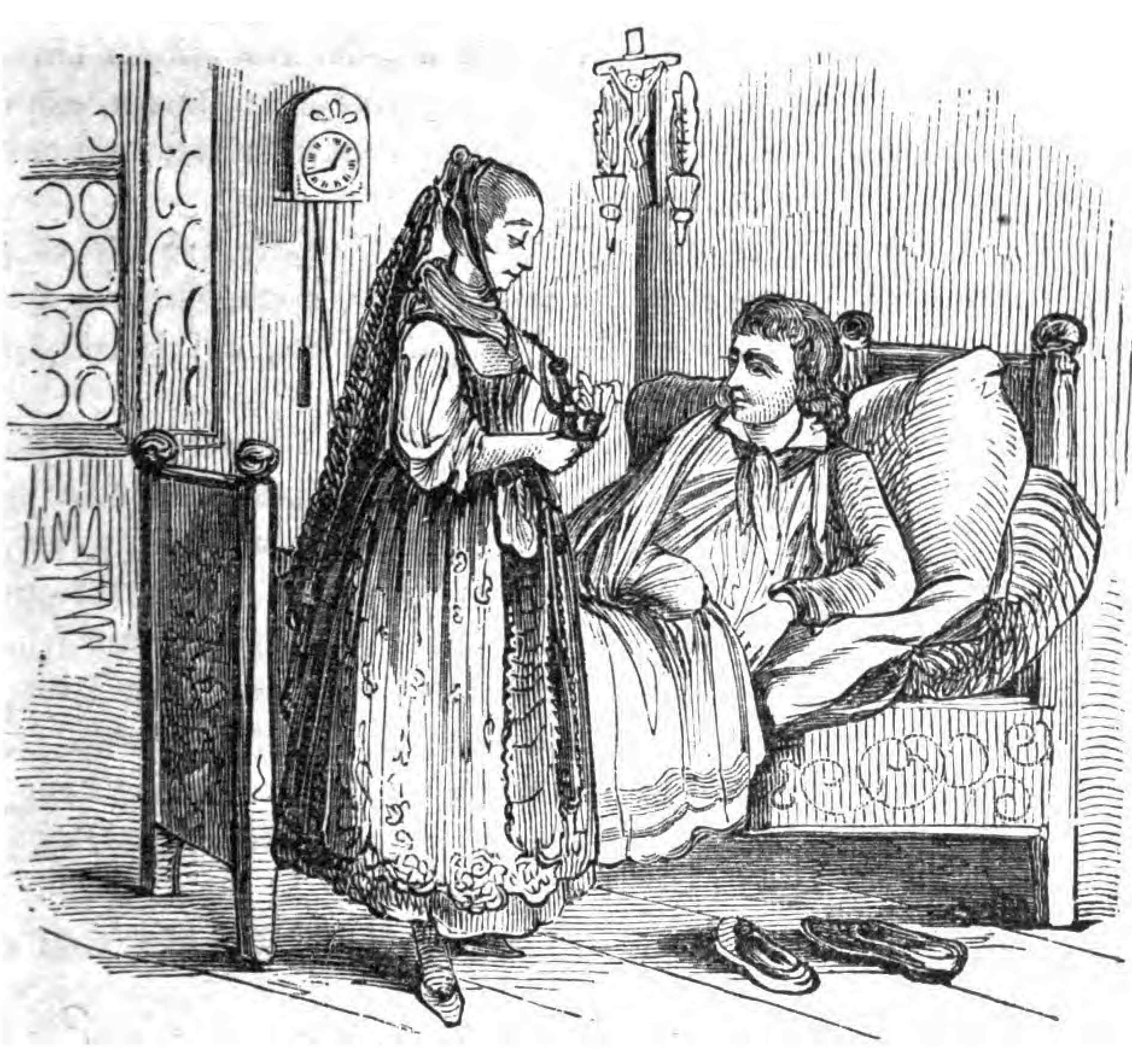
„Als er erwachte, war das erste, was er verlangte: seine Pfeife.“

Die Erzählung „Die Kriegspfeife“ aus dem Jahr 1842 schildert, wie ein leidenschaftlicher Pfeifenraucher vom Tabakrauchen entwöhnt wird. – Die Erzählung spielt zur Zeit der Napoleonischen Kriegszüge:
„Jeder Bauer konnte aus der Königsloge seines eigenen Hauses die ganze Weltgeschichte vorbeidefilieren und agieren sehen, …und dieses ganze großartige Schauspiel kostete oft den Bauer nichts als Haus und Hof und etwa noch sein Leben.“
Der 19-jährige Hansjörg schießt sich mit der Pistole einen Finger ab, um nicht in den Krieg ziehen zu müssen. Der Verwundete wird in das Haus des Zieglers eingeliefert, wo ihn dessen Tochter Kätherle pflegt. Dabei kommen sich die jungen Leute näher und verlieben sich ineinander. Eines Tages preschen zwei französische Marodeure durchs Dorf, und einer reißt Hansjörg die heißgeliebte Pfeife aus dem Mund. Hansjörg will mit zwei Freunden den Franzosen hinterherjagen, das Kätherle hält ihn jedoch mit dem Versprechen zurück, ihn heiraten zu wollen, und auch die beiden Freunde machen halbwegs kehrt aus Angst vor ihrer eigenen Courage. Hansjörg gelobt das Rauchen aufzugeben und bleibt auch standhaft, als sich seine Pfeife wunderlicherweise wieder einfindet.

### Des Schloßbauers Vefele

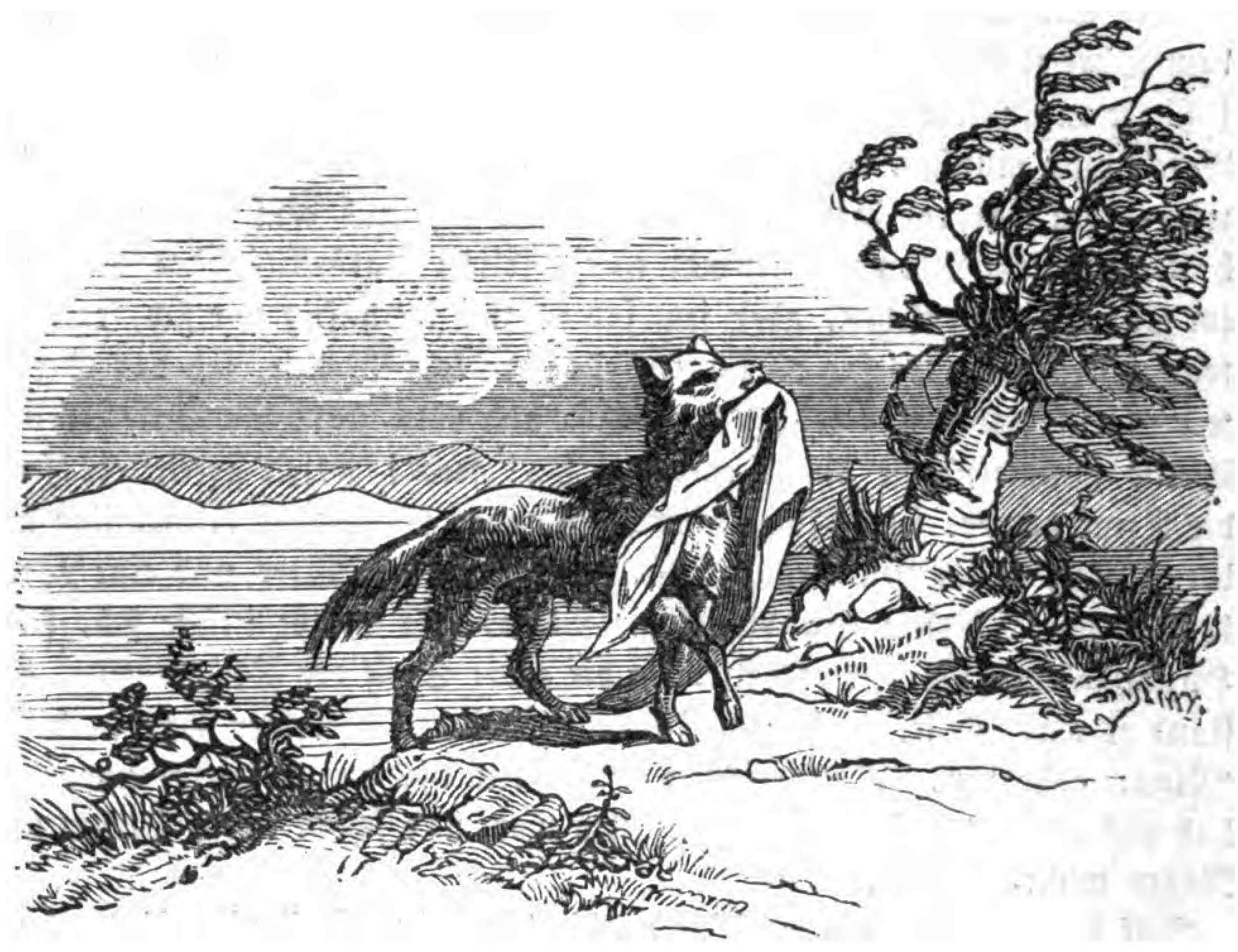
„Nicht weit von Hirschau sprang ihm das Mohrle entgegen, es trug ein rothes Halstuch im Maul.“

Die Erzählung „Des Schloßbauers Vefele“ von 1842 schildert die selbstverschuldete Vereinsamung eines Mannes und das grausame Schicksal seiner Tochter. Ein Ortsfremder kauft das Schlossgut und baut „das vornehmste Haus des ganzen Dorfes“, weswegen er der Schlossbauer genannt wird. Er zerstreitet sich mit Gott und der Welt und führt endlose Prozesse mit den Bauern im Dorfe. Er und seine Familie werden daher von allen gemieden. Von seinen Kindern bleibt nur die jüngste Tochter Vefele in der Familie zurück.
Auch mit seiner Frau lebt der Schlossbauer in ständigem Zank, nur das Vefele kann die häufigen Streitereien schlichten. Die Mutter stirbt vor Gram, und erst jetzt merkt der Vater, was er an ihr verloren hat. Eines Tages taucht im Ort ein Feldscherer auf. Er macht dem Vater und der Tochter in ihrer Einsamkeit Avancen und schwängert die Tochter. Nach dem Tod des Vaters veranlasst er das Vefele, ihren ganzen Besitz zu Geld zu machen, um mit ihm nach Amerika auszuwandern. Der Feldscherer stiehlt ihr jedoch das Geld und verschwindet auf Nimmerwiedersehen. Das Vefele ertränkt sich in seiner Verzweiflung im Neckar, nur sein rotes Halstuch bleibt von ihm übrig, das sein Hund Mohrle im Maul trägt.

### Tonele mit der gebissenen Wange

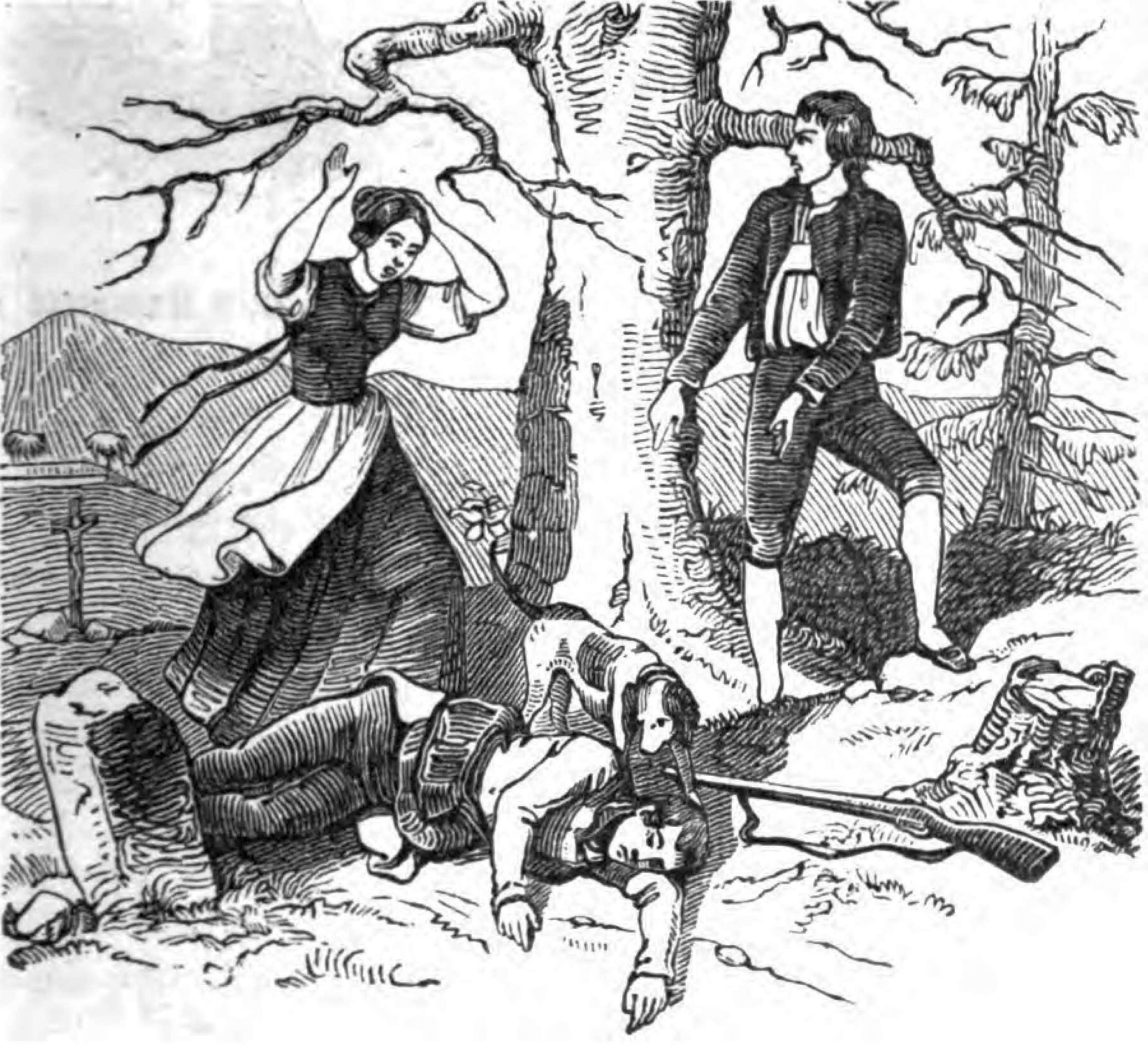
„Da! da!“ rief der Sepper, „da liegt dein Jäger, jetzt heirath’ ihn.“

In der Erzählung „Tonele mit der gebissenen Wange“ von 1842 führen zwei unglückliche Zufälle zu Tod und Verderben. – Der Sepper und sein Schatz Tonele sind „ein herrliches Paar“. Das Tonele ist dem Sepper herzlich zugetan, aber trotzdem quält er es mit seiner Eifersucht auf den Jäger. Ein neckischer Biss in die Wange seines Schatzes gerät dem Sepper zu einem Malheur: er beißt zu fest zu und das Tonele fühlt sich für sein Lebtag verschandelt, von dem Sepper will es nichts mehr wissen. Der rückt zum Manöver nach Stuttgart aus, und in der Zwischenzeit wendet sich das Tonele dem Jäger zu. Nach seiner Rückkehr sieht der Sepper zufällig das Paar. Er fängt ein Handgemenge mit dem Jäger an, es löst sich ein Schuss aus dessen Gewehr und tötet den Jäger. Sepper entweicht in die Fremde, und das Tonele wird „erst nach vielen Jahren einsamen Kummers vom Leben erlöst“.

### Befehlerles

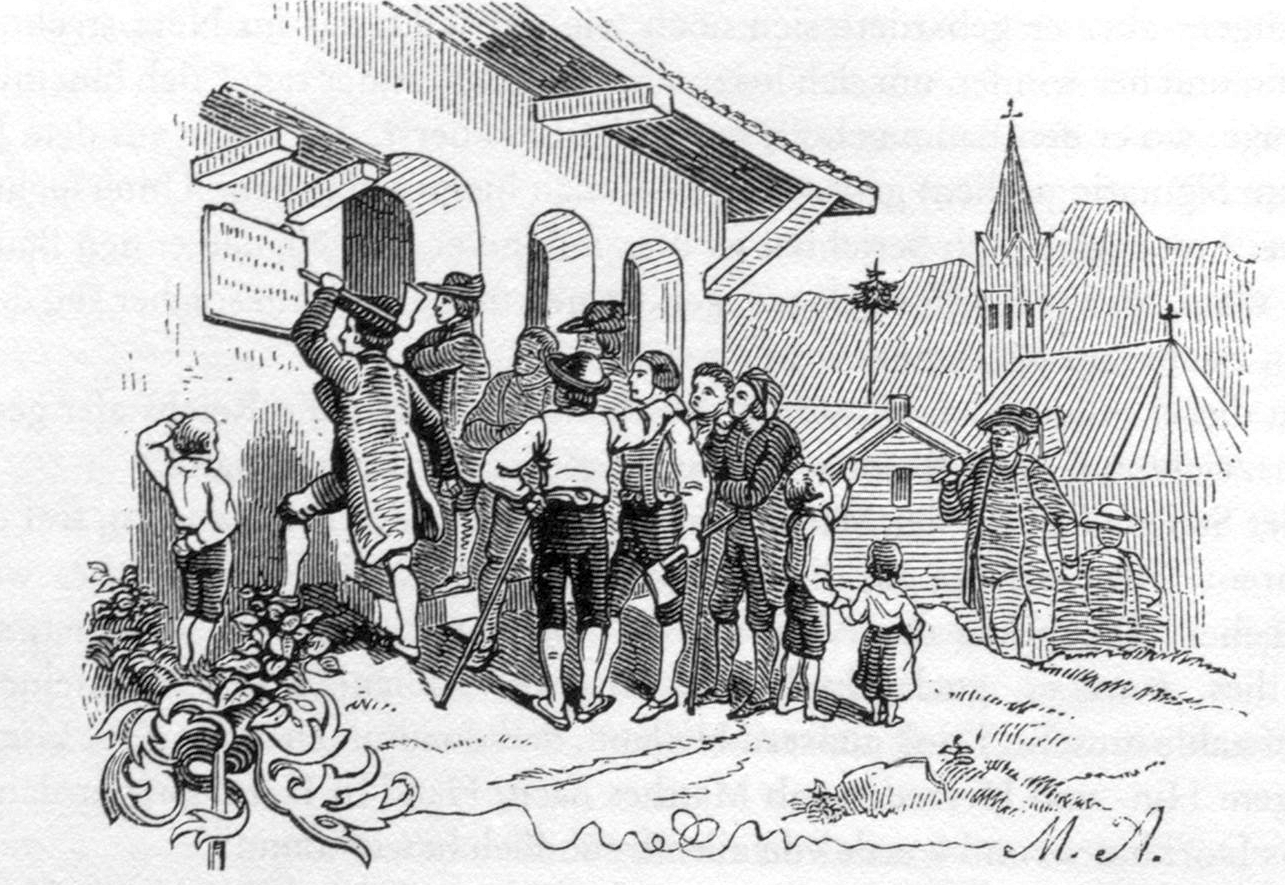
„Darauf nahm er ruhig seine Axt vom linken Arm und mit einem ‚Da!’ hieb er sie in das schwarze Brett.“

In der Erzählung „Befehlerles“ von 1842 geißelt Auerbach die Willkür der Behörden. – Der Matthes fällt verbotenerweise einen Maibaum in seinem eigenen Wald und setzt ihn seinem Schatz Aivle vors Haus (siehe Titelbild). Matthes wird rechtswidrig in demütigender Weise verhaftet und zu 10 Reichstalern Strafe verurteilt. Aus Anlass des Maibaumfrevels plakatiert der Oberamtmann eine willkürliche Verordnung, die den Männern des Dorfes das uralte Recht verbietet, eine Axt bei sich zu tragen. Die Männer zerhacken den Aushang der Obrigkeit und zeigen sich selbst an. Buchmaier, der Anführer der Männer, hält vor dem Oberamtmann eine Brandrede, in der er die Freiheitsrechte der Bauern einklagt:
„Die kleinen Herrle, die von oben bis ’runter stehen, die haben Freud’ an dem Befehlerles-Spielen; zuletzt schreiben sie’s noch nach Noten vor, wie die Henn’ gackern muß, wenn sie ein Ei legt.“
Die Männer werden formal zu einer Geldstrafe verurteilt, der Oberamtmann jedoch wird versetzt, und seine Verordnung bleibt unbeachtet.

### Die feindlichen Brüder

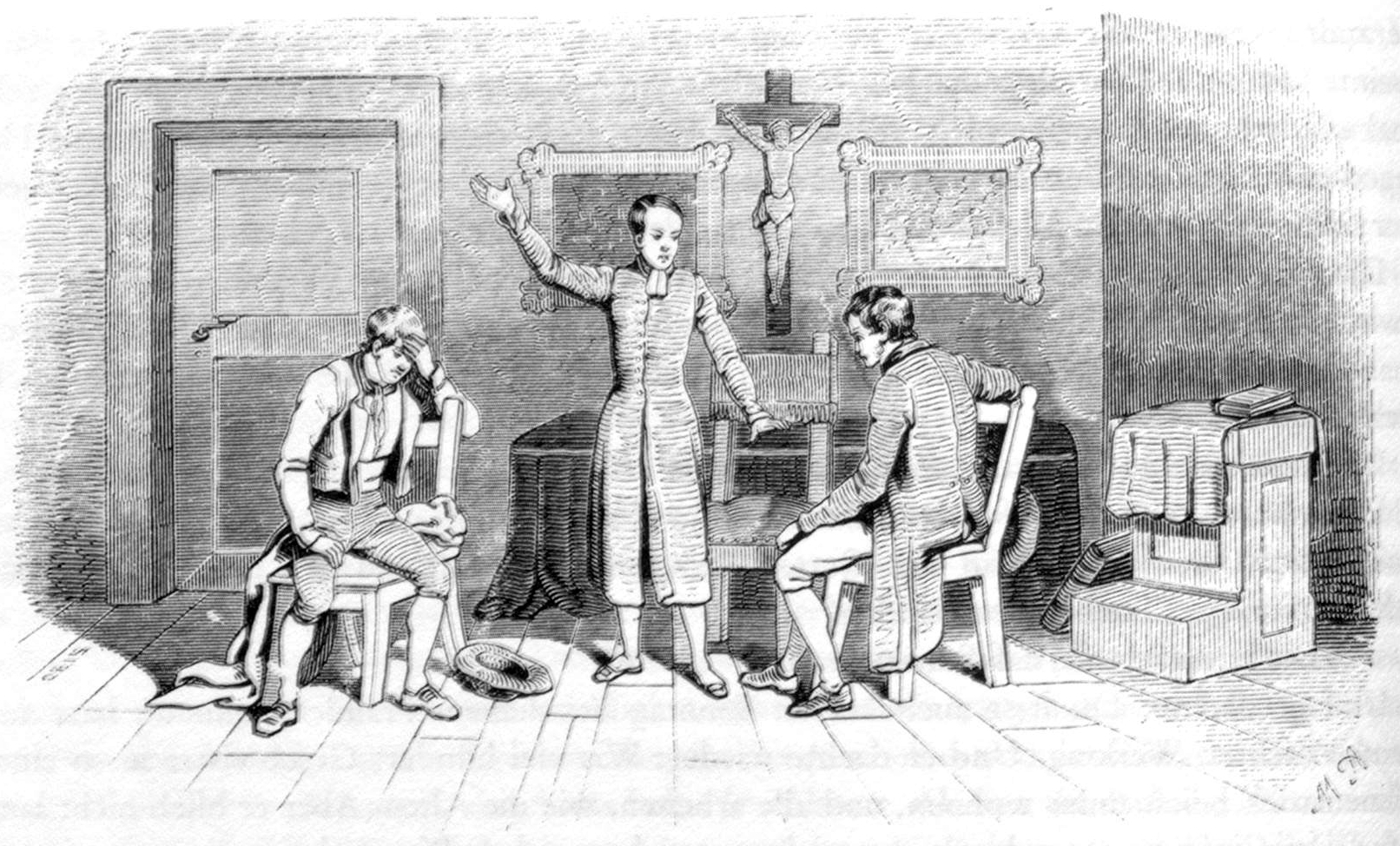
„Wehe! Wehe! Wehe! ihr habt verstockten Herzens in Haß gelebt.“

Die Erzählung „Die feindlichen Brüder“ aus dem Jahr 1843 schildert das Schicksal zweier Brüder, die seit 14 Jahren in Feindschaft miteinander leben. – Ursache des Bruderzwists war ein nichtiger Erbschaftsstreit nach dem Tod der Mutter. Seitdem leben sie streng getrennt im gleichen Haus, ohne einander zu beachten. Als ein neuer Pfarrer ins Dorf kommt, bestellt er die Brüder zu sich und hält ihnen ihr Schicksal im Jenseits vor Augen:
„Wehe! Wehe! Wehe! ihr habt verstockten Herzens in Haß gelebt, ... gehet hin aneinander geschmiedet, verschmachtet ewig in der Hölle.“
Aus Furcht vor dem schrecklichen Strafgericht versöhnen sich die beiden Brüder und leben hinfort in Harmonie.

### Ivo, der Hajrle

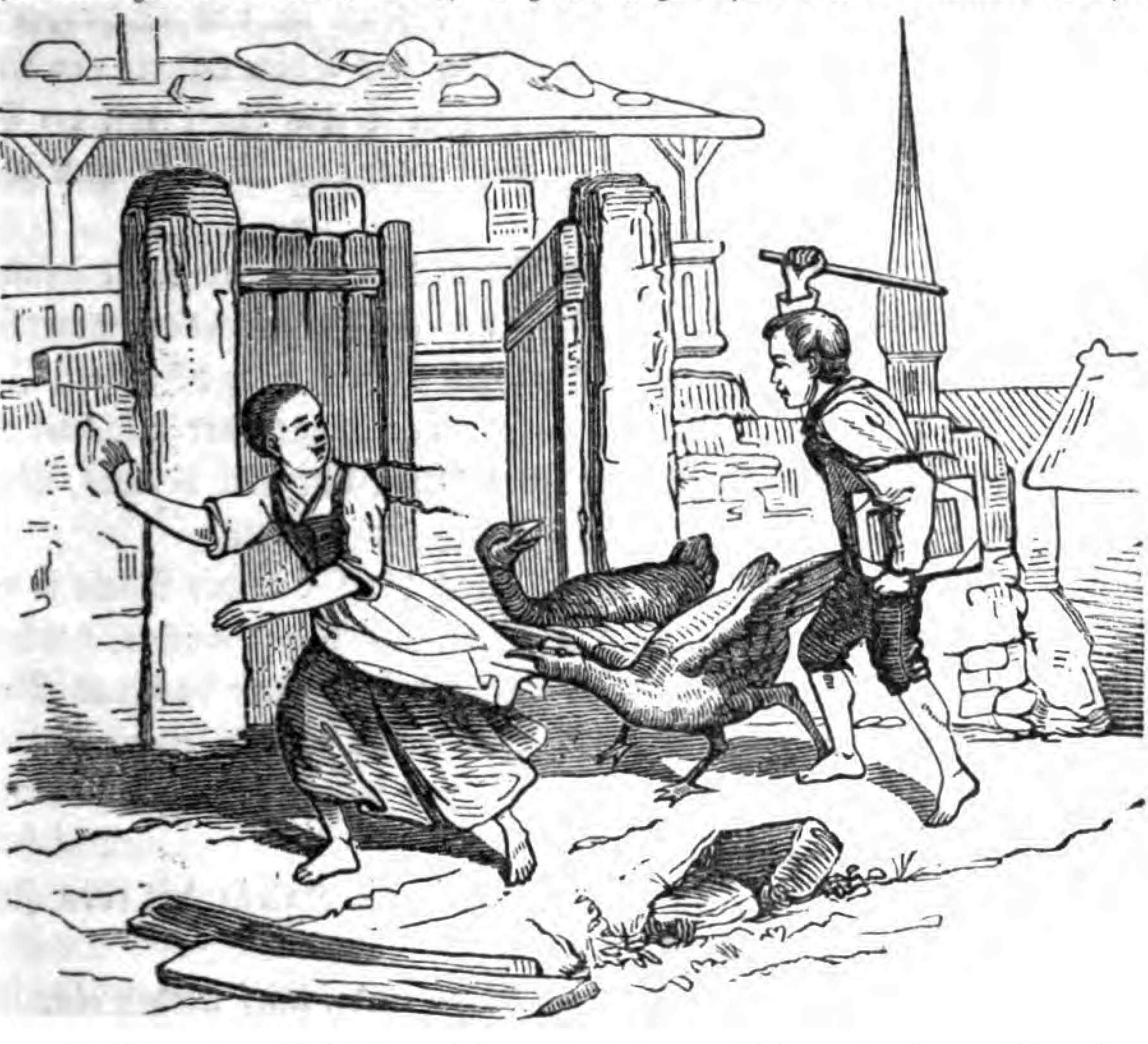
Ivo verteidigt seine Freundin Emmerenz gegen die „Unholde“ der grauen Gänse.

Die Geschichte „Ivo, der Hajrle“ aus dem Jahr 1843 beschreibt die Entwicklung eines jungen Manns, der katholischer Pfarrer werden will, sich dann aber doch gegen das Zölibat entscheidet. – Ivo, der sechs Jahre alte Sohn des Zimmermanns Valentin, erlebt begeistert die Primiz des Schneidersohns Gregor. Die Frage des Vaters, ob er auch einmal Hajrle werden wolle, beantwortet Ivo mit einem freudigen Ja. Ivo lebt weiterhin im elterlichen Haus und genießt das Landleben. Er liebt die Tiere und die Feldarbeit. Seine liebsten Freunde sind der Knecht Nazi und die arme Nachbarstochter Emmerenz. Als er alt genug ist, besucht er die Lateinschule in Horb, die Klosterschule in Ehingen und das Konvikt in Tübingen.
In den Ferien, die er meist zu Hause verbringt, trifft er immer wieder auf Emmerenz, und als er bemerkt, dass er in sie verliebt ist, quälen ihn heftige Schuldgefühle. Auch die geliebte Landarbeit vermisst der angehende Pfarrer schmerzlich. Der Zwiespalt in seiner Seele führt zu einem Zerwürfnis mit seinen Eltern, weil er die Pfarrerlaufbahn aufgeben will. Er verlässt das Konvikt und begibt sich auf den Weg nach Straßburg, um nach Amerika auszuwandern. Unterwegs trifft er auf das Hofgut seines Freunds Nazi, der auf Grund eines tragischen Geschicks als Knecht gedient, aber nach dem Tod seines Bruders das elterliche Gut übernommen hat. Ivo lässt seine Emmerenz kommen und heiratet sie. Nazi als einer der reichsten Bauern schenkt Ivo eine Sägemühle, auf der er unverdrossen zusammen mit seiner Emmerenz ein arbeitsames Leben führt.

### Florian und Kreszenz

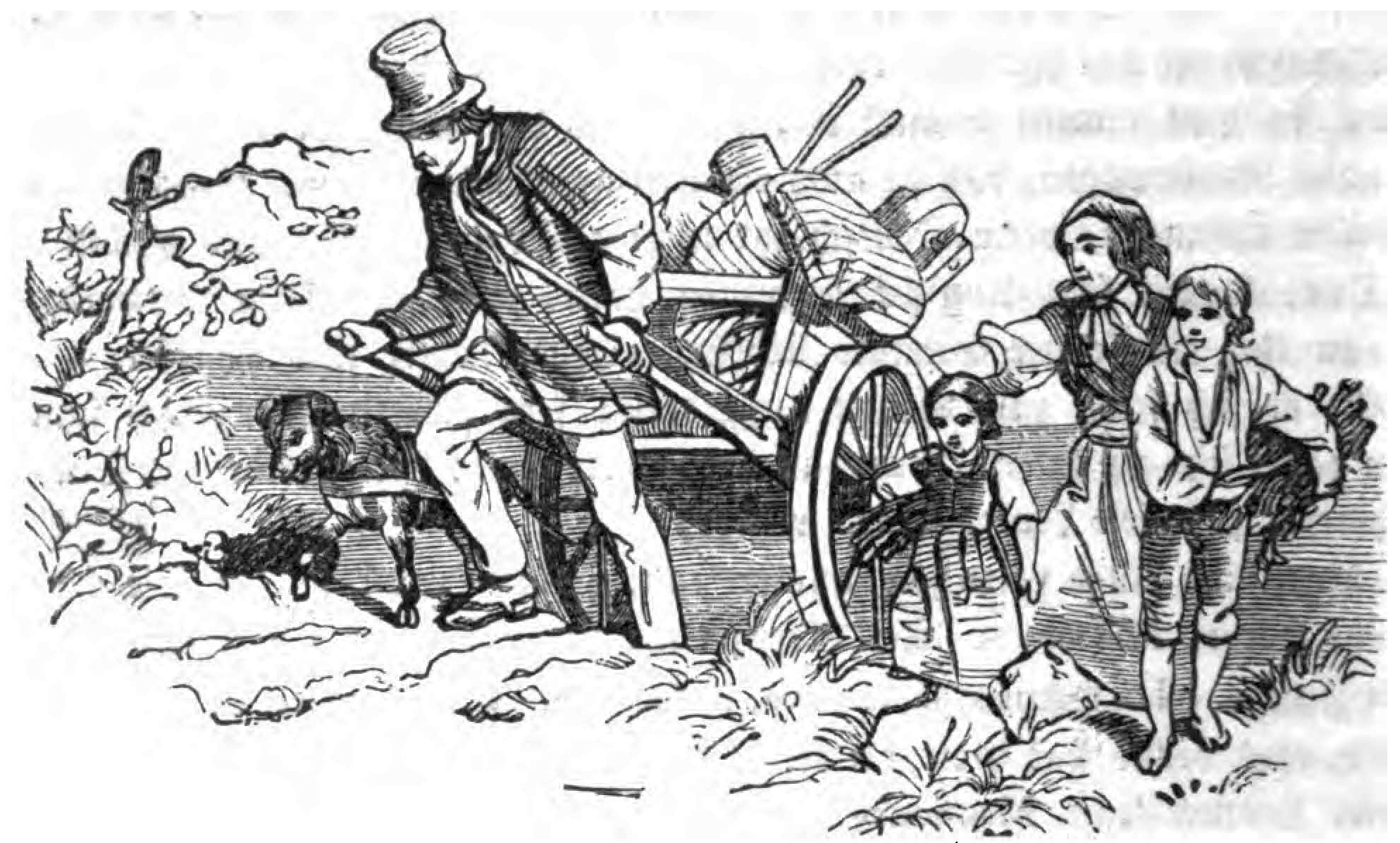
Florian und Kreszenz ziehen mit ihren Kindern als Scherenschleifer übers Land.

Die Geschichte „Florian und Kreszenz“ aus dem Jahr 1843 beschreibt das Schicksal eines jungen Paars, das durch die Liedrigkeit des Manns beinahe seine bürgerliche Existenz einbüßt. – Kreszenz, die Tochter eines armen Schneiders, soll auf Wunsch der Eltern den Geometer aus der Stadt heiraten, sie liebt jedoch den Metzgergesellen Florian, aber „er hat nichts, ich hab’ nichts, und zweimal nichts gibt gar nichts“.
Kreszenz entscheidet sich wider besseres Wissen doch für Florian. Diesem gelingt es nicht, eine gesicherte bürgerliche Existenz aufzubauen, es „geht scharf bergab“ mit ihm, zuletzt beteiligt er sich an einem Raub und muss für sechs Jahre ins Zuchthaus. Kreszenz hält zu ihm, und sie heiraten nach Florians Entlassung. Aus der Verbindung gehen zwei Kinder hervor, und die Familie tingelt als Gaukler und Scherenschleifer übers Land. Schließlich treffen sie auf den leiblichen Vater der Kreszenz, einen Pfarrer, der ihnen dabei hilft, eine Existenz als Metzger aufzubauen.

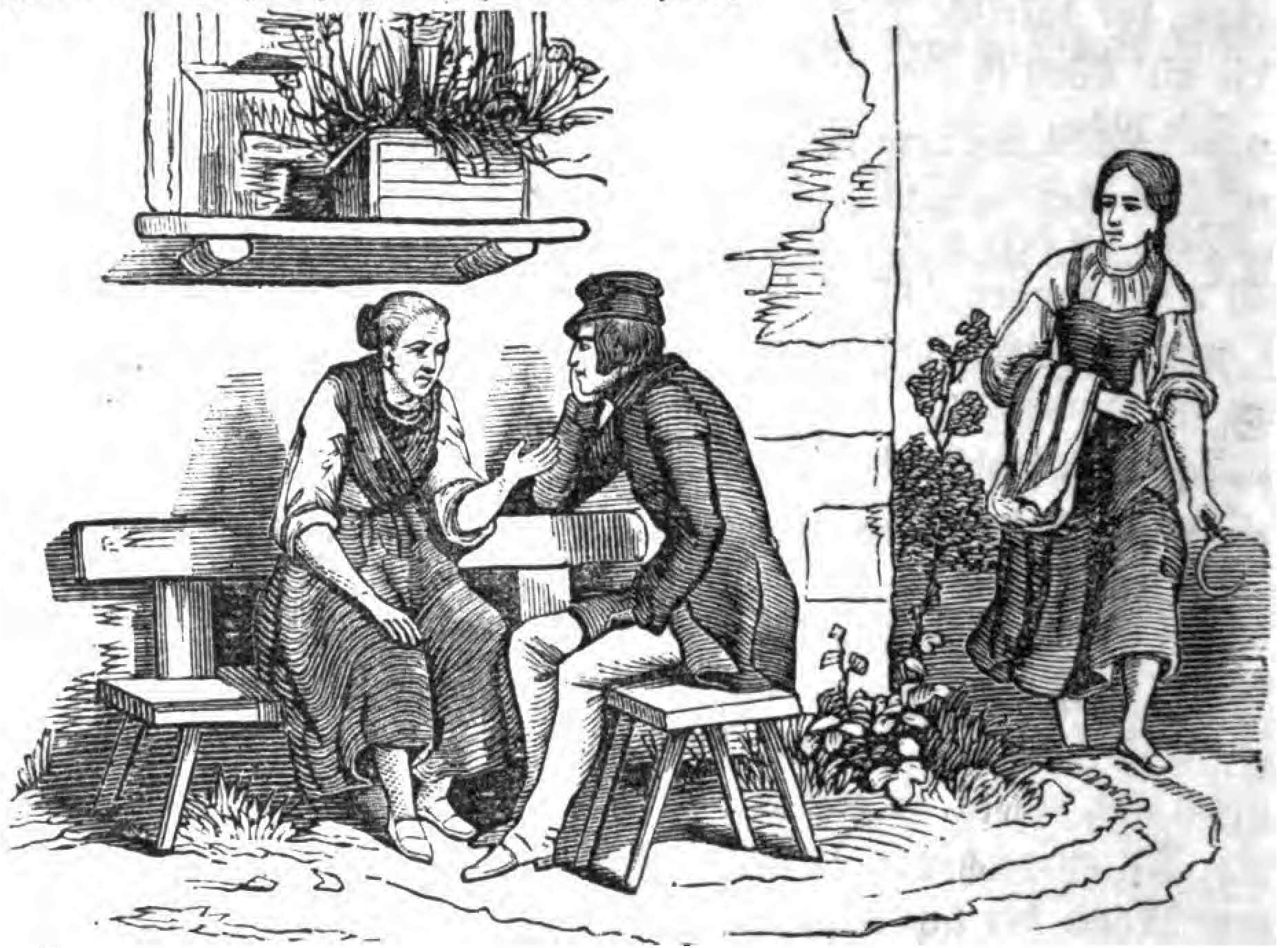
„Nicht wahr, es ist ein sauber’s Mädle?“

### Der Lauterbacher
Die Geschichte „Der Lauterbacher“ aus dem Jahr 1843 erzählt das Schicksal eines jungen Lehrers, der von der Stadt aufs Land versetzt wird und nur langsam seinen Widerstand gegen das dörfliche Leben überwindet. – Der Lauterbacher Adolf Lederer verliert schon früh seine Eltern und wächst im Waisenhaus auf, wo er auch Hilfslehrer wird. Als er als Lehrer in das Dorf Nordstetten versetzt wird, kann er anfangs nicht sein Widerstreben gegen das bäuerliche Leben überwinden.
Nach und nach schließt er sich doch einzelnen Leuten an, besonders die uralte Großmutter Maurita schließt er ins Herz. Adolf wird zu einer wichtigen Person im Dorf, er heiratet Mauritas Enkelin, die schöne Bauerntochter Hedwig, und gründet einen Leseverein, um die dörfliche Bildung zu heben.

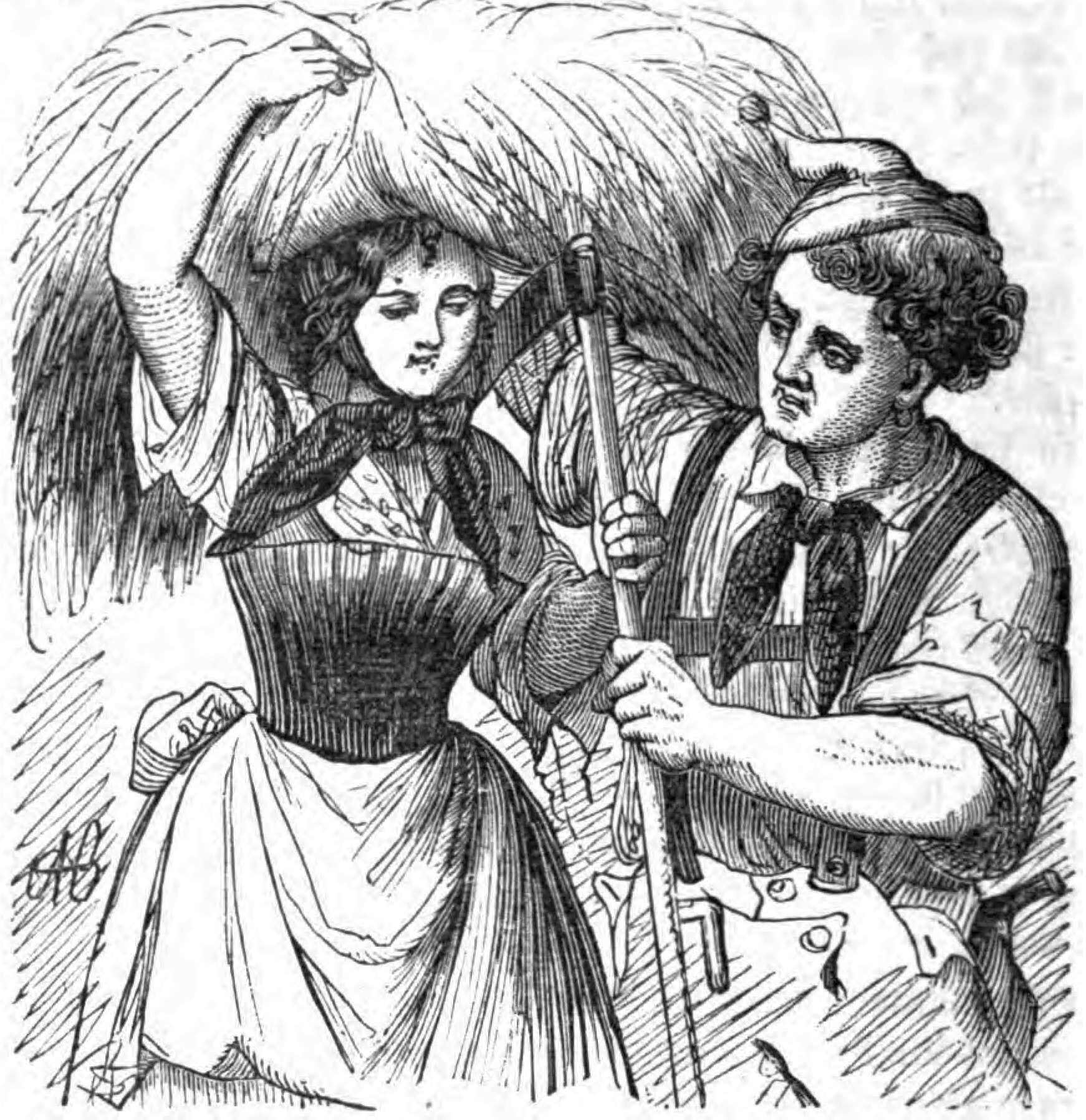
„Du hast ein schwere ‚Traget’,“ sagte Jakob.

### Sträflinge
Die Geschichte „Sträflinge“ aus dem Jahr 1845 erzählt von zwei Sträflingen, die nach ihrer Entlassung den Weg zu einem glücklichen gemeinsamen Leben finden. Jakob musste fünf Jahre ins Zuchthaus, weil er im Trunk einen Mann niederschlug und dieser an den Folgen verstarb. Nach seiner Entlassung findet er eine Stelle als Knecht beim Adlerwirt. Magdalene musste ins Gefängnis, weil sie für ihren liederlichen Vater die Schuld an einem Besteckdiebstahl auf sich nahm. Sie erhält eine Stelle als Magd eines Bäckers.
Jakob und Magdalene finden zueinander und gründen mit Unterstützung des Armenadvokats eine Familie. Jakob findet eine Stelle als Bahnwärter und wohnt mit Frau und Kind in einem idyllischen Häuschen an der Eisenbahn.

### Luzifer
Die Erzählung „Luzifer“ von 1847 erzählt die Geschichte eines Mannes, der aus Gründen der Religionsfreiheit nach Amerika auswandert. – Luzian ist ein wohlhabender, hochangesehener Bauer im Dorf. Einmal verkündet der Pfarrer von der Kanzel, Gott habe die Bauern wegen ihres sündigen Lebens mit einer Missernte gestraft.
Luzian kann nicht mit seiner Meinung hinter dem Berg halten: er glaubt an einen gütigen und nicht an einen strafenden Gott und ruft dem Pfarrer entgegen: „Das ist schandmäßiger Lug und Trug!“ Der Pfarrer hält Luzian für eine lebendige Ausgeburt des Luzifer und belegt ihn und seine Familie mit dem Kirchenbann. Zu guter Letzt muss Luzian seine vermeintliche Gottlosigkeit mit sechs Wochen Gefängnis büßen. Nach seiner Entlassung wandert er mit seiner Familie nach Amerika aus, wo die freie Religionsausübung garantiert ist.

### Der Geigerlex

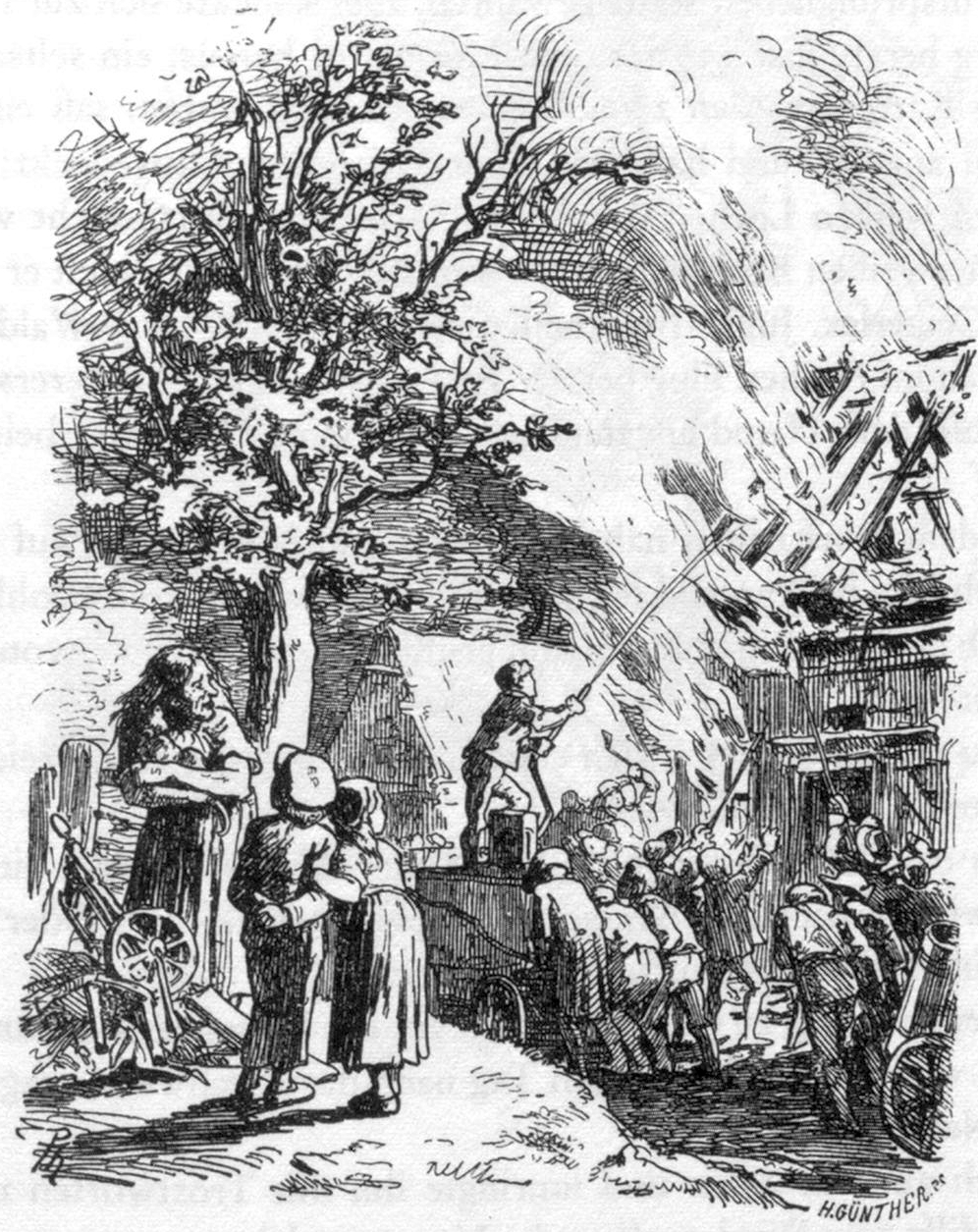
„Das brennende Haus war nicht mehr zu retten.“

Die Erzählung „Der Geigerlex“ von 1849 erzählt die Geschichte von Alexis Grubenmüller, genannt der Geigerlex. Vor 30 Jahren kam der muntere Geiger ins Dorf und erfreute alle Welt mit seiner Fiedel. Er heiratete die Sonnenwirtin, die einige Jahre vor ihm verstarb.
Als sein Haus abbrannte, verzichtete er zugunsten der Gemeinde auf die Auszahlung der Schadensumme und erhielt stattdessen eine lebenslange Rente. Er lebte noch einige Zeit fröhlich weiter, und die Gemeinde erbaute auf seinem Grundstück ein Schulhaus, dem er seine Geige vererbte. Nach der Einweihung der Schule schied er friedlich dahin.

### Hopfen und Gerste
Nach der Beendigung seines Militärdienstes findet der Bauernsohn Franzseph nicht mehr in das normale Leben zurück, so dass er bald als Faulenzer verschrien ist. Seine verwitwete Mutter liebt ihren Sohn innig und behandelt ihn trotz seines Schlendrians sehr nachsichtig. Franzseph schließt sich dem unbeliebten Emil Faber an, der sich einen Bauernhof im Dorf gekauft hat und durch seine Lebensart und durch fortschrittliche Methoden die Missgunst der Anderen herausfordert. Franzseph ist der Madlene versprochen, der Tochter des Schlägelbauers, einem der ärgsten Feinde von Faber. Unzufrieden mit seinem eigenen Lebenswandel, mäht Franzseph in der Nacht vor Erntebeginn ein Gerstenfeld des Schlägelbauers, um aller Welt zu zeigen, was für ein toller Kerl er ist.
In der gleichen Nacht wird Fabers Hopfenfeld zerstört, und Franzseph gerät in Verdacht. Er nimmt die Schuld auf sich, weil er seinen künftigen Schwiegervater schützen will, den er für den Täter hält. Es stellt sich jedoch heraus, dass Klaus, der Sohn des Schultheißen, der sich ebenfalls um Madlenes Gunst bewirbt, das Hopfenfeld zerstörte, um sich bei dem Schlägelbauern einzuschmeicheln. Franzseph und Madlene heiraten, der „Faulenzer“ bewährt sich als ein tüchtiger Bauer, und nur das gespannte Verhältnis zum Schlägelbauern trübt vorübergehend das Glück des jungen Paares.

### Der Viereckig oder die amerikanische Kiste
Die Erzählung „Der Viereckig oder die amerikanische Kiste“ von 1852 erzählt die Geschichte eines Auswanderers, der in seine Heimat zurückkehrt. – Die Erzählung beginnt mit einer weitschweifigen Erörterung des Für und Wider der Auswanderung nach Amerika. Xaveri ist der wilde, unangepasste Sohn des wohlhabenden Lachenbauers und der Enkel der alten Lachenbäuerin, die nicht an die Existenz Amerikas glaubt, das sei alles Lug und Trug. Xaveris großer Kopf, auf den kaum ein Hut passt, bringt ihm den Unnamen „der Viereckig“ ein.
Eine Verbindung mit des Pflugwirts Tochter Lisabeth kommt nicht zustande, sie heiratet des Lenzbauers Philipp, dem Xaveri seinen Spottnamen verdankt. Nach seinem sechsjährigen Militärdienst verdingt sich Xaveri als unbezahlter Knecht beim Pflugwirt und lebt vor sich hin. In seiner Unzufriedenheit beschließt er, nach Amerika auszuwandern. Seine Mutter und sein Bruder Trudpert halten ihn davon ab und drängen ihn dazu, die ungeliebte Krämerwitwe zu heiraten. Die Ehe ist unglücklich, und schließlich wandert Xaveri doch nach Amerika aus. Nach drei Jahren kehrt er aus Amerika zurück. Er versöhnt sich mit seiner Frau, arbeitet als Knecht für seinen Bruder und wird zum Dorfschützen ernannt.

### Erdmuthe
Die Geschichte „Erdmuthe“ von 1853 erzählt von zwei jungen Leuten verfeindeter Familien, die erst nach manchen Schicksalsschlägen zueinander finden. – Gottfried ist ein strebsamer, wohlhabender Bauer. Zwischen ihm und seinem leichtblütigen Schwager Cyprian besteht ein Spannungs- und Konkurrenzverhältnis: Gottfried scheint alles zu gelingen und Cyprian wird beständig vom Pech verfolgt. Er kauft ein Wirtshaus in einem anderen Dorf. Daraufhin verlangt Gottfried von seinem Schwager die Herausgabe des Mutterguts, um dieses für Erdmuthe, die Tochter seiner verstorbenen Schwester, sicherzustellen. Cyprian weigert sich, und es kommt zur Versteigerung seines Hauses und seiner Äcker. Damit ist der Grundstein einer lebenslangen Feindschaft gelegt, die sich auch auf Gottfrieds Sohn Bläsi und Cyprians Tochter Erdmuthe erstreckt, die sich lieben, ohne es sich einzugestehen. Nach vielen Jahren und nach Cyprians Niedergang treffen sich Bläsi und Erdmuthe und werden trotz aller Widrigkeiten ein Paar.

### Joseph im Schnee

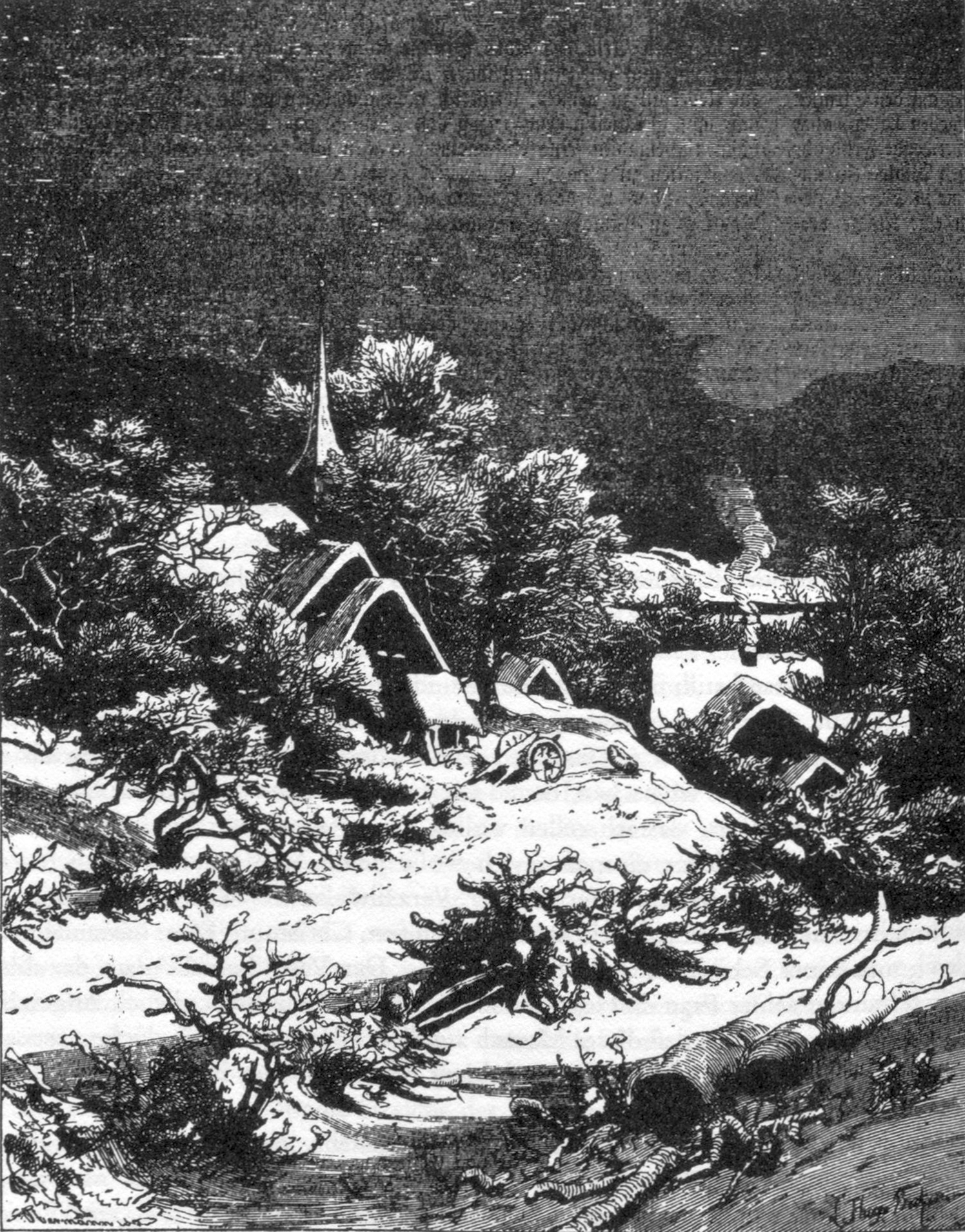

„Hier ruht ein Kind, das sich im Wald verirrte ... So steht auf einem kleinen Kreuz im Kirchhofe des Walddorfes.“ Ein gütiges Geschick bewahrte den kleinen Joseph vor dem gleichen Schicksal, „und sein Irrweg wurde der Wegweiser aus vielem Elend zu vielem Glück“. So beginnt die Geschichte des kleinen Joseph und seines Irrwegs.
Der sechsjährige Joseph ist der uneheliche Sohn des reichen Bauernsohns Adam Röttmann und der Martina, der Tochter des ärmlichen Schilder-Davids. Die jungen Leute wollen heiraten, aber Adams Mutter, die wilde Röttmännin, eine böse Frau, die Mann und Sohn unter der Fuchtel hat, widersetzt sich hartnäckig.
In der Nacht vor Heiligabend kann Joseph nicht einschlafen, denn morgen soll sein Vater ihn besuchen. An Heiligabend kommt die Näherin Leegart zu den Schilder-Davids, um Joseph eine Jacke zu nähen. Da die Frauen ihn bei ihren Gesprächen als Störenfried empfinden, schickt ihn seine Mutter zum Schuhmacher, der ein großer Kinderfreund ist. Adam begibt sich mit seinen Eltern zu den Heidenmüllers: er soll sich mit der Heidenmüller-Toni verloben. Der Sohn hat seinen eigenen Willen und jeden Widerstand aufgegeben, obwohl er sonst ein körper- und willensstarker Mann ist. Während der Verlobungsfeier reitet er zu den Schilder-Davids, um seinen Sohn wie versprochen zu besuchen.
Aber sein Sohn ist verschwunden! Er hat sich offenbar auf die Suche nach seinem Vater gemacht. Vergeblich sucht man allenthalben nach ihm, und da es schon dunkelt, tun sich die erwachsenen Männer des Dorfs zusammen, um im Licht der Fackel im Schnee nach Joseph zu suchen. Martina und Adam stoßen hinzu und schwören einander zu heiraten, komme was da wolle. Nach angstvollen Stunden findet man schließlich Joseph bei den Heidenmüllers. In Zukunft trägt er den Übernamen „Joseph im Schnee“, weil sein Irrweg durch den nächtlichen Schnee einen guten Ausgang genommen hat. Trotz des Widerstands der bösen Schwiegermutter heiraten Adam und Martina noch in der Heiligen Nacht. Schon bald wird ein Töchterchen geboren, und der starke breite Adam trägt es auf dem Arm herum: „Man hätte es gar nicht geglaubt, daß er so geschickt und handlich sein kann“.

## Zeitschriftenausgaben
| Nr. | Jahr | Titel                                                               | Zeitschrift                                                                           |
| --- | ---- | ------------------------------------------------------------------- | ------------------------------------------------------------------------------------- |
| 1   | 1842 | Der Tolpatsch. Eine Schwarzwälder Dorfgeschichte.                   | Europa. Chronik der gebildeten Welt, 1842, Band 3, S. 1–21, pdf.                      |
| 2   | 1842 | Die Kriegspfeife. Eine Schwarzwälder Dorfgeschichte.                | Zeitung für die elegante Welt, 1842, Nummer 105–107, S. 417–427, pdf.                 |
| 3   | 1842 | Des Schloßbauers Vefele. Eine Schwarzwälder Dorfgeschichte.         | Zeitung für die elegante Welt, 1842, Nummer 73–78, S. 289–311, pdf.                   |
| 4   | 1842 | Tonele mit der gebissenen Wange. Eine Schwarzwälder Dorfgeschichte. | Der Freihafen, 1842, S. 40–58, pdf.                                                   |
| 5   | 1842 | Befehlerles. Eine Schwarzwälder Dorfgeschichte.                     | Zeitung für die elegante Welt, 1842, Nummer 194–197, S. 773–788, pdf.                 |
| 10  | 1846 | Sträflinge. Dorfgeschichte.                                         | Urania. Taschenbuch auf das Jahr 1846. Neue Folge, Jahrgang 8, 1846, S. 337–421, pdf. |
| 11  | 1847 | Die Frau Professorin. Erzählung.                                    | Urania. Taschenbuch auf das Jahr 1847. Neue Folge, Jahrgang 9, 1847, S. 283–446, pdf. |

## Buchausgaben
- Egidius Schmalzriedt (Herausgeber); Berthold Auerbach: Schwarzwälder Dorfgeschichten : mit über 200 Originalillustrationen und Dokumenten der Zeit. Neue Volksausgabe. Stuttgart: Staufen, 1982. – Enthält:
  - Schwarzwälder Dorfgeschichten 1–6, 11, 13, 15, 21–22 (Nummerierung nach Liste der Schwarzwälder Dorfgeschichten).
  - „Vorreden spart Nachreden“.
  - Autobiographische Notizen Auerbachs.
  - Urentwürfe zu den ersten Schwarzwälder Dorfgeschichten.
  - Auerbachs Werke.
  - Schwäbisch auf Deutsch. Ein kleines Glossar.
- Berthold Auerbachs Sämtliche Schwarzwälder Dorfgeschichten. Volksausgabe in 10 Bänden, Cotta: Stuttgart 1884, pdf.